# Reportage fatal
Pour les articles homonymes, voir Shakedown.
Reportage fatal (Shakedown) est un film américain réalisé par Joseph Pevney, sorti en 1950.

## Fiche technique
- Titre original : Shakedown
- Titre français : Reportage fatal[1]
- Réalisation : Joseph Pevney
- Scénario : Alfred Lewis Levitt, Martin Goldsmith d'après l'histoire de Nat Dollinger et Don Martin
- Directeur de la photographie : Irving Glassberg
- Producteur : Ted Richmond
- Genre : film noir
- Date de sortie :
  - États-Unis : 1er septembre 1950
  - France : 3 juillet 1953[1]

## Distribution
- Howard Duff : Jack Early, un photographe de presse arriviste prêt à tout pour se faire un nom
- Brian Donlevy : Nick Palmer, un chef de gang qui le prend sous son aile
- Peggy Dow : Ellen Bennett, la petite amie de Jack, retoucheuse de photos
- Lawrence Tierney : Harry Colton, un chef de gang, rival de Palmer
- Anne Vernon : Nita Palmer
- Bruce Bennett : David Glover
- Rock Hudson : Ted, le portier de la boîte de nuit
- Josephine Whittell : Mme Worthington